# Derb Sultan
Derb Sultan (en arabe : درب السُّلْطَان, Darb al-Sulṭān) est parmi les plus grands et anciens quartiers de Casablanca. Il fait partie de la préfecture d'arrondissements Al Fida-Mers Sultan. Ce quartier a connu des moments difficiles durant les années antérieures à l'indépendance du Maroc, parce qu'il était le berceau de la résistance casablancaise face aux colonisateurs.
Ce quartier est connu pour être l'endroit où les syndicats marocains ont fondé le 20 mars 1949 dans le petit café de Ba'saleh (existant encore aujourd'hui), l'un des plus célèbres clubs arabes et africains, le Raja Club Athletic. Le club verra l'émergence de ses premiers supporters depuis ce quartier mythique, qui deviendra avec le temps son fief historique, un statut qui subsiste jusqu'à nos jours.
Le club de handball du Mountada Derb Sultan est également lié au quartier.